# 陳丹衷 (崇禎進士)
陳丹衷（？—17世紀），字旻炤，或作明昭，號涉江，應天府上元縣人，原籍江西新淦，明朝、南明政治人物。

## 生平
陳丹衷和凌世韶是朋友，年輕時以侍奉母親至孝聞名。其文章深奧自成一家，詩歌類近《離騷》，與杜甫、李賀相似，同時也擅長畫作。崇禎十二年（1639年），中式己卯科順天鄉試舉人，崇禎十六年（1643年）中進士，上疏推薦副總兵成大用，招攬廣西土兵掃蕩流寇，崇禎帝聞奏大喜，即授其河南道監察御史，次年奉命淮揚撫民，徵收當地賦稅作兵餉，並訓練士兵預備調用。
弘光帝繼位，陳丹衷負責到江北宣諭，推薦王燮出任山東巡撫，不久代黃澍巡按湖廣。其後因忤逆馬士英，改任湖廣長沙府知府，尚未成行，南京已經失守，他即出家為僧，法名道昕，寫下二百多首詩賦以自傷。晚年一意禪悅，留下文稿二十多卷。

## 家族
曾祖陳富。祖父陳言。父陳重。

## 引用
1. ↑  《崇禎十六年癸未科進士三代履歷》：陳丹衷，涉江，易六房，庚戌年八月二十九日生。江西新淦籍上元人，己卯五十九名，會試四十名，二甲三名。欽授河南道御史，甲申淮揚撫民，甲申巡按湖廣，本年升長沙知府，乙酉养病。
2. 1 2  錢海岳《南明史·卷三十五·列傳第十一》：陳丹衷，字旻炤，上元人。崇禎十六年進士。疏薦副總兵成大用，招廣西土兵，力掃羣寇。威宗大喜，即授河南道御史巡按廣西，徵廣西賦為兵餉，練狼兵備調。
3. ↑  道光《上元縣志·卷十六·人物志·儒林 文苑》：陳丹衷，字明昭，崇禎癸未進士，與凌世韶交最深。少事母以孝聞，為文閎奥自成一家，詩原本《離騷》，出入少陵長吉，尤工書畫。
4. ↑  道光《上元縣志·卷十·選舉志》：（崇禎）十二年己卯（舉人）……陳丹衷 字名昭，北榜，見進士
5. ↑  錢海岳《南明史·卷三十五·列傳第十一》：安宗立，宣諭江北，薦王燮為東撫。旋代黃澍按湖廣。忤士英，改長沙知府。未行而南京亡，為僧名道昕。
6. ↑  道光《上元縣志·卷十六·人物志·儒林 文苑》：南宮捷後，請纓自效，有志未遂，著意遠遊賦以自傷，為秋粕詩二百餘。晚年一意禪悅，一飯一豆，終其身不易有蔗渣，稿二十餘卷。